# Robert Ouko
Robert Ouko (Kisii, 24 de outubro de 1948) é um ex-velocista e campeão olímpico queniano.
Suas primeiras conquistas internacionais foram nos Jogos da Commonwealth de 1970, quando foi campeão dos 800 metros e do revezamento 4x400 metros. Conquistou a medalha de ouro no 4x400 m em Munique 1972 junto com os compatriotas Julius Sang, Charles Asati e Munyoro Nyamau.
Depois de abandonar o atletismo tornou-se secretário-geral da Associação Atlética Amadora do Quênia.